# Чеботарёв, Глеб Александрович
Глеб Александрович Чеботарёв (1913—1975) — советский астроном.

## Биография
Родился в Санкт-Петербурге, в 1937 окончил Ленинградский университет, затем аспирантуру при кафедре небесной механики. В 1940—1942 работал в Томском университете, доцент кафедры астрономии и механики. С 1943 работал в Институте теоретической астрономии АН СССР (с 1964 по 1975 — директор). Одновременно в 1951—1952 заместитель директора, c 1952 по 1960 — директор Библиотеки АН СССР. Профессор Ленинградского университета с 1954.
Основные труды посвящены небесной механике и теоретической астрономии. Развивая математические методы А. Пуанкаре, разработал в 1950—1951 новую эффективную методику изучения движения малых планет, на основании которой построил аналитические теории движения малых планет групп Гестии и Гильды, к которым классические методы небесной механики не могли быть применены. С 1953 вёл исследования, связанные с изучением особенностей движений малых тел Солнечной системы. Разработанные им численные методы исследования движения малых тел Солнечной системы получили широкое применение во всем мире с внедрением ЭВМ. В 1957 разработал теорию так называемого «космического бумеранга» — орбиты для облёта Луны ракетой и возвращения её на Землю без дополнительной затраты горючего (эта схема была на практике осуществлена в 1959 в СССР — облёт Луны автоматической межпланетной станцией Луна-3).
В 1961—1968 проследил эволюцию орбит спутников больших планет в рамках задачи трёх тел и установил, что обратные движения спутников более устойчивы (дольше существуют), чем прямые. Этот вывод имеет большое значение для космогонии, так как облегчает решение проблемы обратных спутников планет.
В 1962—1965 разработал новую теорию движения искусственных спутников Земли для случая почти круговых орбит, устраняющую погрешности, которые возникали при использовании более ранних теорий, не приспособленных для случая малых эксцентриситетов.
Начиная с 1958 выполнил серию работ по изучению эволюции орбит в поясе астероидов, а также комет в Облаке Оорта, что позволило теоретически оценить границы Солнечной системы.
В 1970—1973 исследовал гипотезу о происхождении кольца астероидов в результате столкновения более крупных небесных тел.
Был президентом Комиссии N 20 «Малые планеты, кометы и спутники» Международного астрономического союза (1967—1970), председателем Рабочей группы по малым телам Солнечной системы Астрономического совета АН СССР (1971—1975).
Похоронен в некрополе Пулковской обсерватории.
В его честь назван астероид № 1804.

## Публикации
- Чеботарёв Г. А. Аналитические и численные методы небесной механики. — Москва: Наука, 1965.